# District de Pingshan (Shenzhen)
Le district de Píngshān (chinois simplifié : 坪山区 ; pinyin : Píngshān Qū) est l'une des dix subdivisions administratives de la ville de Shenzhen dans la province du Guangdong en Chine. Partie centrale du district de Longgang jusqu'au 30 juin 2009, il est depuis administré de manière indépendante.

## Géographie
La superficie est de 168 km2.
Sa situation au nord est de Shenzhen, à proximité de Huizhou.